# Mamadou Lamine Loum

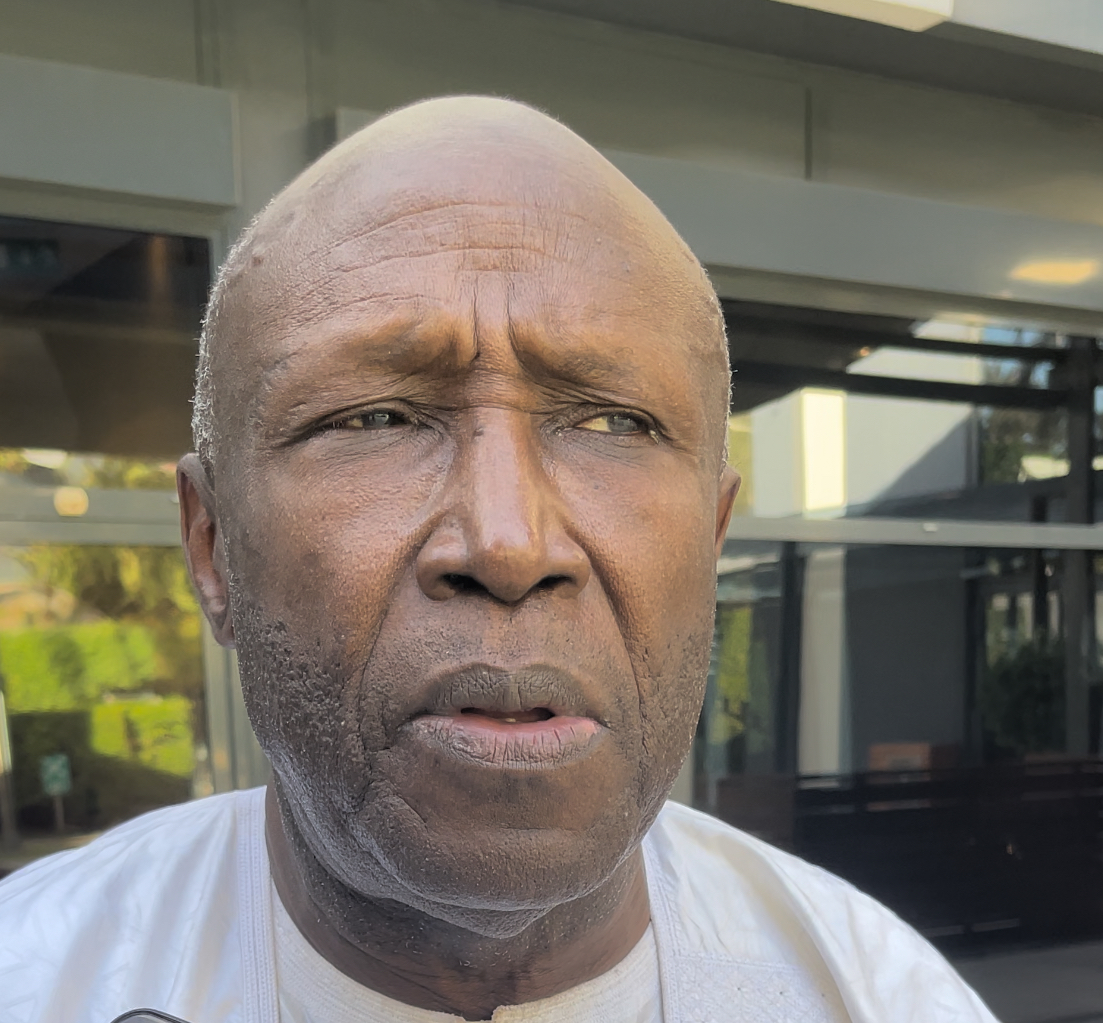
Mamadou Lamine Loum, 2024

Mamadou Lamine Loum (* 3. Februar 1952 in Mboss, Département Guinguinéo) ist ein senegalesischer Politiker. Der als Technokrat geltende Loum war vom 3. Juli 1998 bis zum 5. April 2000 Premierminister seines Landes.

## Karriere
Nach seiner Ausbildung arbeitete Loum seit 1977 im Finanzministerium, 1984 wurde er Generalschatzmeister des Senegals. Von 1991 bis 1993 war er Generaldirektor des Schatzamtes. Als Delegierter des Finanzministers war er ab Juni 1993 für den Staatsetat zuständig. Im Januar 1998 wurde er Finanzminister, bevor er sechs Monate später zum Premierminister und Nachfolger von Habib Thiam ernannt wurde.
Nach der Wahl von Abdoulaye Wade zum Präsidenten wurde er im April 2000 von Moustapha Niasse abgelöst.